# Biegeeisen

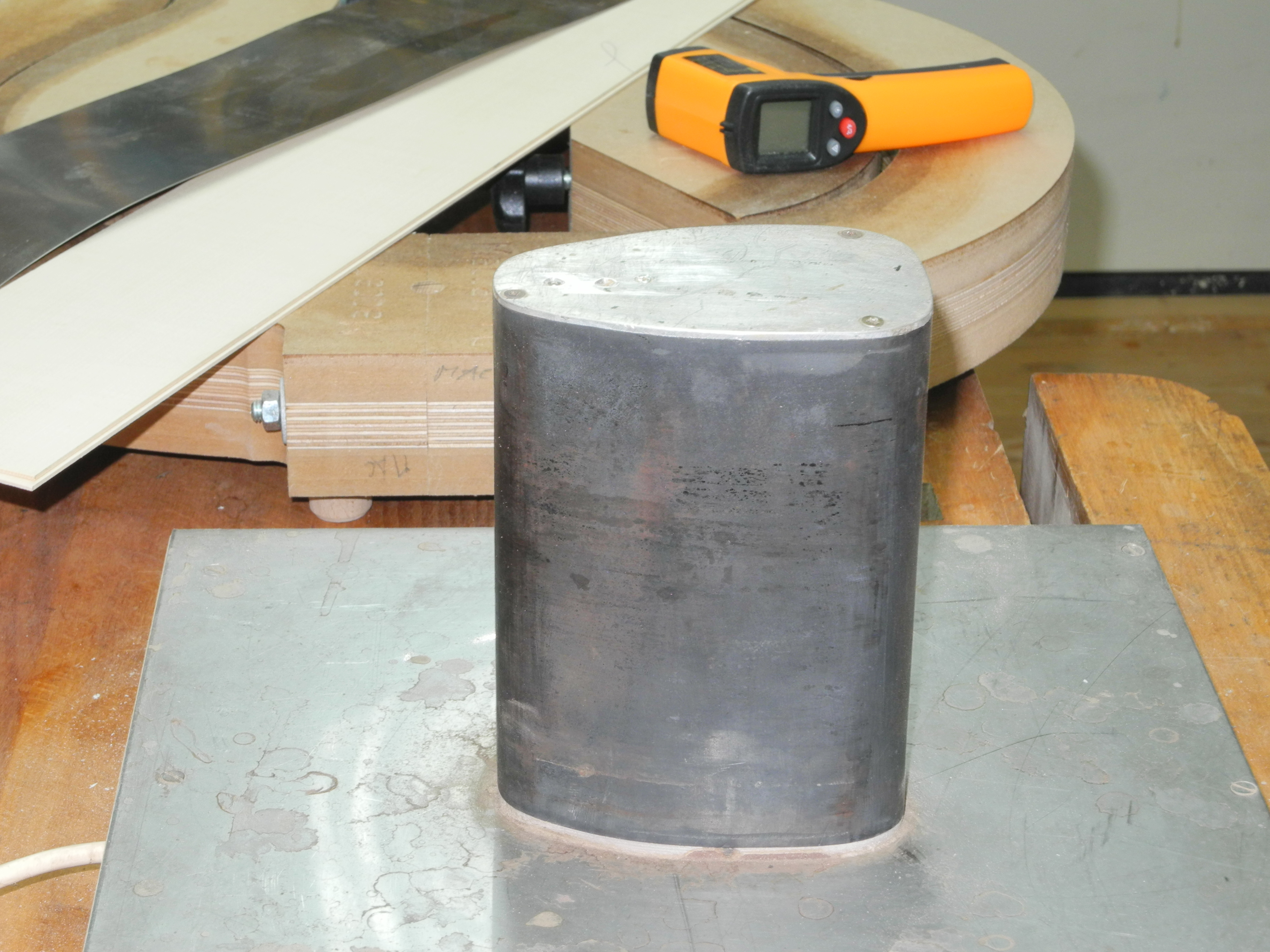
Biegeeisen für den Gitarrenbau.
Im Hintergrund eine Innenform, Zargen, Biegeblech und Infrarotthermometer

Ein Biegeeisen wird im Instrumentenbau genutzt, um Zargen (Seitenwände) entsprechend der vorgegebenen Form zu biegen. Unter Dampf-/Hitzeeinwirkung lassen sich Hölzer in gewissen Grenzen biegen. In der Regel wird ein dünnes Brett angefeuchtet und gegen eine heiße Fläche gedrückt. Da gewöhnlich Rundungen gewünscht sind, wählt der Instrumentenbauer eine entsprechend gebogene Fläche. Ein einfaches Rohr, das mit der Lötlampe erhitzt wird, kann dafür ausreichen. Heute wird jedoch meistens ein Hohlkörper genutzt, der mehrere verschiedene Rundungen beinhaltet und elektrisch beheizt wird. Ein Thermostat schaltet die Energiezufuhr oft bei 230–250 °C ab. Ein Wasserspritzer oder besser ein Infrarotthermometer zeigt dem Instrumentenbauer an, ob die ausreichende Temperatur erreicht ist. Diese Methode mit Biegeeisen wird nur noch im handwerklichen Instrumentenbau verwendet, Manufakturen und Industrie nutzen für den Biegevorgang erwärmte Formpressen.